# Microbisium dogieli
Espèce
Synonymes
- Obisium dogieli Redikorzev, 1924
- Microbisium perpusillum Beier, 1955

Microbisium dogieli est une espèce de pseudoscorpions de la famille des Neobisiidae.

## Distribution
Cette espèce se rencontre en Tanzanie, au Kenya, au Rwanda et au Congo-Kinshasa.

## Description
La femelle décrite par Mahnert en 1981 mesure 1,5 mm.

## Systématique et taxinomie
Cette espèce a été décrite sous le protonyme Obisium dogieli par Redikorzev en 1924. Elle est placée dans le genre Afrobisium par Beier en 1932 puis dans le genre Microbisium par Mahnert en 1981 qui dans le même temps place Microbisium perpusillum en synonymie.

## Publication originale
- Redikorzev, 1924 : Pseudoscorpions nouveaux de l'Afrique Orientale tropicale. Entomologicheskoe obozrenie (Revue Russe d'Entomologie), vol. 18, p. 187-200